# Jadwiga
Jadwiga ou Jadzia est un prénom polonais, dérivé du germanique Hedwig (composé de hadu, « bataille », et wig, « combat »).

## Personnages historiques
- Jadwiga Kaliska (Edwige de Kalisz) (1266-1339), reine consort de Pologne (1303-1333)
- Jadwiga Andegaweńska (Edwige d'Anjou), ou Hedwige Ire, (1374-1399), « roi » de Pologne, nommée d'après sainte Jadwiga Śląska (Edwige de Silésie)
- Jadwiga Jagiellon , nom de plusieurs princesses polonaises

## Personnalités modernes
- Jadwiga Rappé (1952-2025), cantatrice polonaise
- Jadwiga Gibczyńska (1949-2012), actrice et espérantiste polonaise

## Voir également
- Hedwig
- Hadewijch
- Edwige
- Baba Yaga